# Македон Юрій Миколайович
Ю́рій Микола́йович Македо́н (нар. 24 жовтня 1980, Могилів-Подільський, Вінницька область) — український політик. Народний депутат України (VIII скликання), фракція БПП. Член МДО «Депутатський контроль».

## Освіта
У 1987 році розпочав навчання в міській середній школі № 3, яку закінчив у 1998 році з золотою медаллю.
У 1998 році, після вдалого проходження перевірок та випробувань у Службі безпеки України, був прийнятий на навчання до Національного юридичного університету ім. Я. Мудрого на факультет підготовки слідчих кадрів для органів СБУ. У 2003 році закінчив з червоним дипломом Національний університет — отримавши при цьому звання лейтенанта СБУ.

## Кар'єра
Після отримання освіти був направлений для проходження подальшої служби до Управління Служби безпеки України у Вінницькій області на посаду оперативного співробітника. У 2008 році, молодого капітана призначено на посаду підполковника, — керівником напрямку боротьби з корупцію в судових та правоохоронних органах. У 2009 році за власним бажанням звільнився з органів СБУ, отримав свідоцтво на зайняття адвокатською діяльністю та розпочав суспільно-політичну роботу.
У 2010 році висунутий «Фронтом Змін» на місцевих виборах до Вінницької обласної ради. Отримавши підтримку мешканців міста Могилів-Подільського, Ю. Македон став єдиним мажоритарним депутатом від ПП «Фронт Змін» у Вінницькій облраді.

## Особисте життя
Народився в сім'ї службовців. Одружений.